# Фанейл-холл
Фанейл-холл (англ. Faneuil Hall) — старинное здание в Бостоне, штат  Массачусетс.
Располагается недалеко от берега и правительственного здания Бостона.
С 1742 года служит в качестве рынка и конференц-зала. Здесь произносили речи Сэмюэл Адамс, Джеймс Отис и другие поборники независимости от Великобритании. В настоящее время здание является частью Тропы свободы и Бостонского национального исторического парка (en:Boston National Historical Park). Иногда его ещё называют «Колыбель свободы». В настоящее Фанейл-холл довольно популярен среди туристов, является одиннадцатой из шестнадцати точек на исторической Тропе Свободы.